# Cinereomyces
Cinereomyces Jülich – rodzaj grzybów z rzędu żagwiowców (Polyporales). W Polsce występuje jeden gatunek – Cinereomyces lindbladii.

## Charakterystyka
Grzyby kortycjoidalne o owocniku rocznym, szeroko rozpostarto-odgiętym, o konsystencji od miękkiej do twardej, z białym brzegiem. Powierzchnia hymenialna o barwie od białej do szarej, pory okrągłe, kontekst biały, wełnisty, nie strefowany. System strzępkowy dimityczny lub trimityczny, strzępki generatywne ze sprzążkami, szkliste, strzępki szkieletowe cienkościenne, proste do krętych, nie septowane, rzadko rozgałęzione, zżelatynowane, słabo amyloidalne w odczynniku Melzera, strzępki łącznikowe wąskie i bogato rozgałęzione, obserwowane jedynie w kontekście. Cystyd brak, ale występują rozproszone wśród podstawek wrzecionowate, nie wystające nad hymenium cystydiole. Podstawki maczugowate, 4-sterygmowe, ze sprzążką u podstawy. Bazydiospory kiełbaskowate do cylindrycznych, szkliste, cienkościenne, nieamyloidalne. Grzyby nadrzewne, głównie saprotroficzne, powodujące białą zgniliznę drewna.
Cinereomyces charakteryzuje się układem strzępkowym od dimitycznego do trymitycznego, słabo amyloidalnymi strzępkami wegetatywnymi i nieamyloidalnymi bazydiosporami o kształcie od kiełbaskowatego do cylindrycznego. Cinereomyces lindbladii (Berk.) Jülich, typ nomenklatoryczny, dawniej klasyfikowany był jako Diplomitoporus. Cinereomyces różni się od Amyloporia tym, że powoduje brunatną zgniliznę drewna (Amyloporia białą). Miettinen i Rajchenberg w 2012 do kladu Cinereomyces włączyli rodzaje Sebipora, Gelatoporia, Cinereomyces i Obba. Klad ten jest dobrze określony w analizie filogenetycznej opartej na nrDNA, ale jego stanowisko w Polyporales pozostaje niejasne. Tylko kilka cech morfologicznych jest wspólnych dla wszystkich gatunków kladu, np. CB– i CRB+, białe owocniki, obecność oleju i średniej wielkości zarodniki.

## Systematyka i nazewnictwo
Pozycja w klasyfikacji według Index FungorumGelatoporiaceae, Polyporales, Incertae sedis, Agaricomycetes, Agaricomycotina, Basidiomycota, Fungi.
Gatunki
- Cinereomyces dilutabilis (Log.-Leite & J.E. Wright) Miettinen 2012
- Cinereomyces fimbriatus C.L. Zhao 2020
- Cinereomyces lindbladii (Berk.) Jülich 1982 – tzw. wrośniaczek żelatynowaty

Wykaz gatunków i nazwy naukowe na podstawie Index Fungorum. Nazwa polska według Władysława Wojewody (podał ją dla synonimu Diplomitoporus lindbladii, jest niespójna z aktualną nazwą naukową).